# Хопёр
Хопёр — большая река в Пензенской, Саратовской, Воронежской и Волгоградской областях России, крупнейший левый приток Дона и второй по длине после Северского Донца.

## Этимология
В документе 1389 года упоминается как Похорь-река; в XV—XVII веках — Хопор, Похор, Похорь. По оценке Е. М. Поспелова, если считать исходной формой Похор, можно допустить возможность перестановки звуков и превращения в Хопор с последующим смягчением в Хопёр. В основе исходной формы славянский корень пьх- «толкать», отражающий в названии скорость течения реки. См. также Новохопёрск.

## Общие сведения

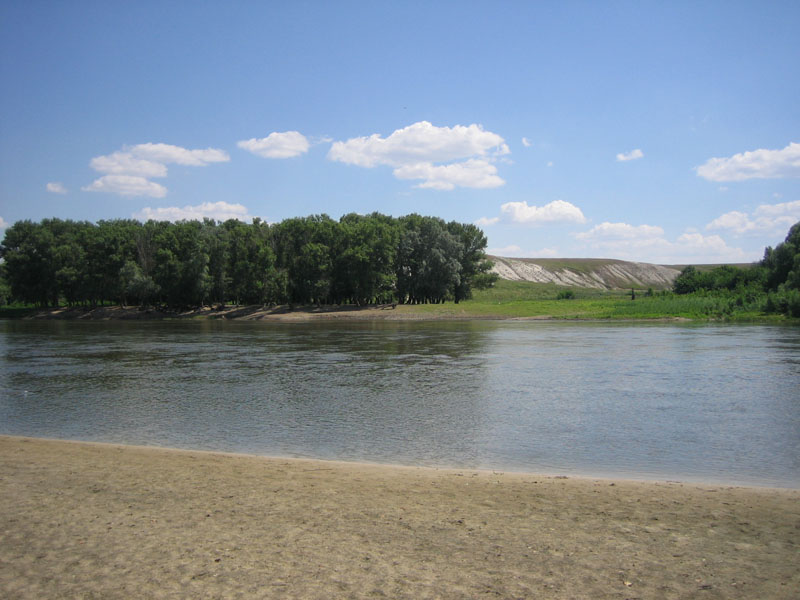
Хопёр у станицы Слащёвской

Длина — 979 км, площадь водосборного бассейна — 61 100 км². Питание преимущественно снеговое. Половодье в апреле — мае. Наибольший расход воды 3720 м³/с, наименьший в межень — 45,4 м³/с, средний расход воды 150 м³/с. Замерзает в декабре, вскрывается в конце марта — начале апреля. В отдельные годы ледостав неустойчивый. Ширина до 100 м, глубина до 17 м. Дно, как правило, песчаное; течение быстрое. В долине Хопра — много стариц.

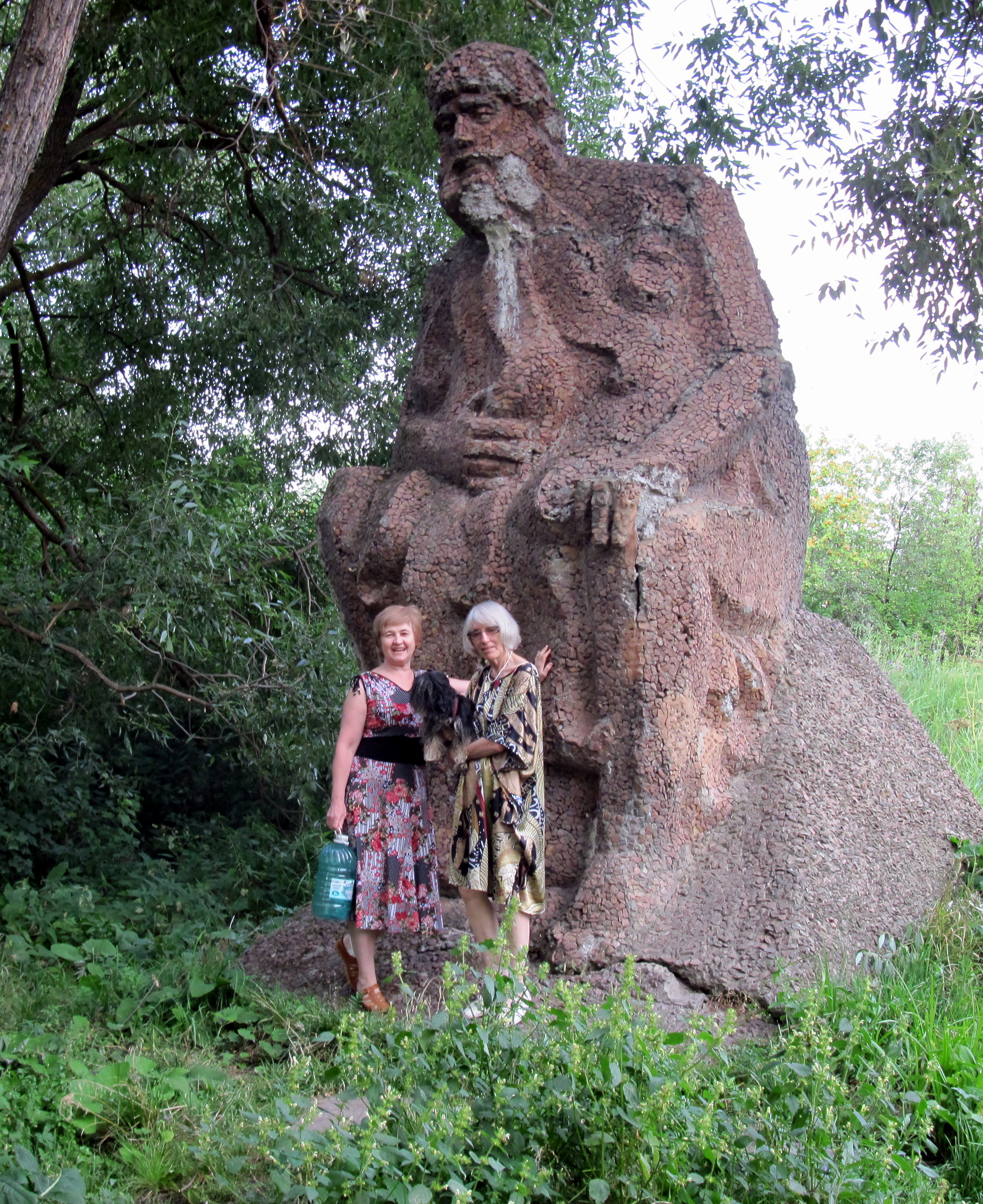
Старик Хопёр

В реке водится много видов рыб: судак, ёрш, язь, чехонь, сом, щука, окунь, лещ, карась, жерех, голавль, плотва, густера, уклейка, елец, калинка, белоглазка, подуст, и другие. Редко встречается стерлядь, налим, линь, сазан, пескари, синец, заходят шемая, рыбец.
Встречаются у реки лоси, зайцы, серые цапли, лебеди, орлы, соколы, совы, соловьи, утки, бобры, речные черепахи, змеи (ужи и гадюки) и т. д. Ранее обитали зубры, ныне истреблённые.
Уникальная природа сделала Хопёр излюбленным местом для туристов.

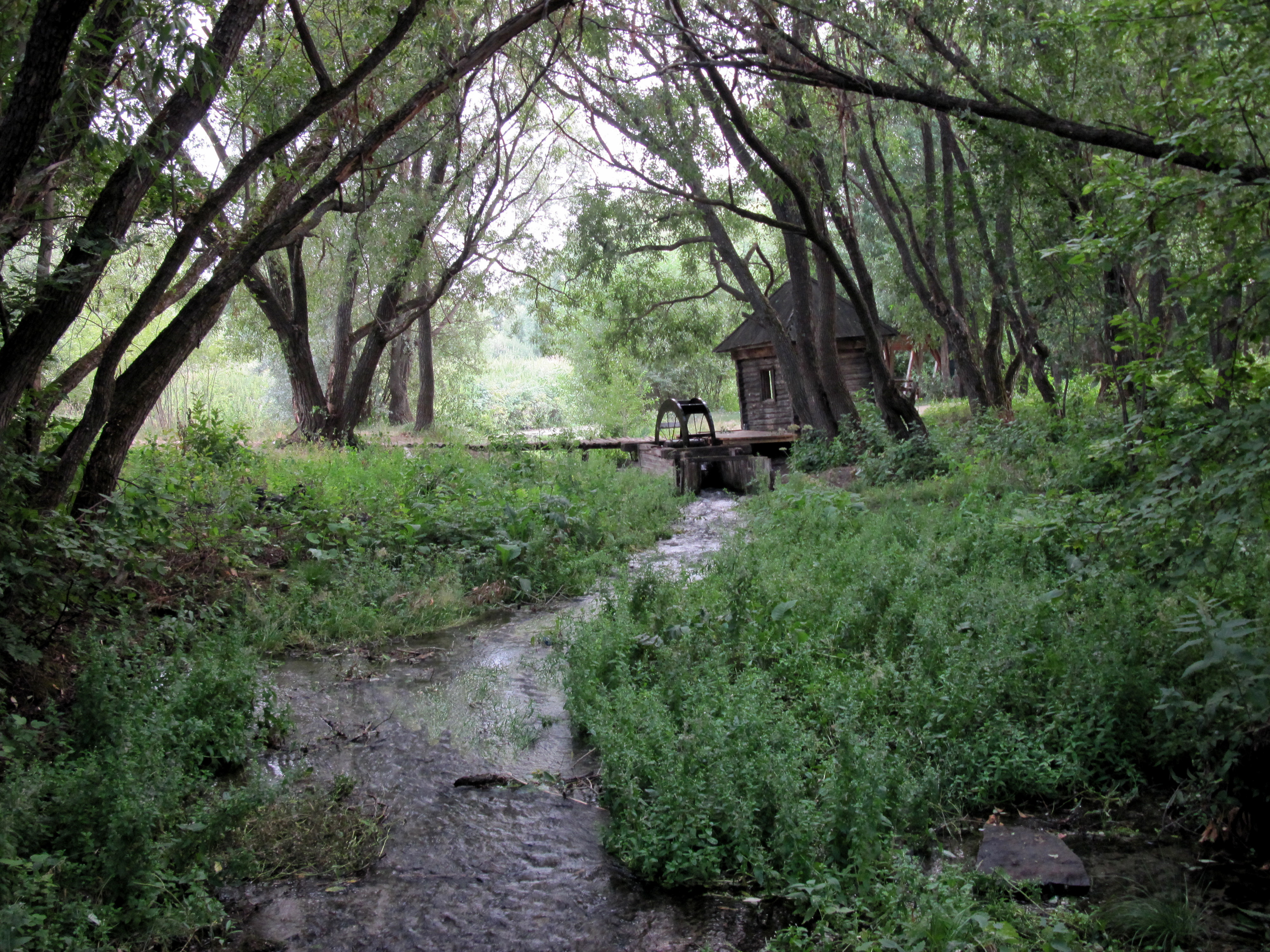
Исток Хопра. Легендарная мельница

Согласно легенде, в этих местах жил старик Хопёр. Шёл он как то степью и увидел, как из земли бьют 12 ключей. Старик взял лопату и соединил все эти ключи в один большой поток, на котором построил мельницу и молол здесь зерно для крестьян из окрестных деревень. А реке потом дали имя её создателя. На Хопре и его притоках Карае и Вороне у сёл Инясево, Подгорное, Рассказань, Шапкино обнаружены поселения, могильники и святилища ранних славян II—IV веков. В Инясеве выявлен грунтовой могильник с сожжениями.
У истоков реки Хопёр близ села Кучки Пензенского района Пензенской области установлен памятник «Старик-Хопёр» работы скульптора Андрея Смелого.
Хопёр берёт начало в центральной части Пензенской области, в пределах Приволжской возвышенности, течёт по возвышенной местности в юго-западном направлении, впадает в Дон близ станицы Усть-Хопёрская.
Хопёр судоходен (от города Новохопёрска в 323 км от устья). По Хопру ходят теплоходы «Комета», паромы, а также баржи. В станице Федосеевской с 1955—1957 гг. установлен понтонный мост. С конца 1990-х годов, в связи с постройкой мостов, судоходство отменено. На всём пути реки мосты достигают высоты 18-26 метров. На значительной части протяжения доступен для сплава на байдарках. На реке — города Балашов, Поворино, Борисоглебск, Новохопёрск, Аркадак, Урюпинск. Водохранилища на реке отсутствуют.
Долина Хопра являлась одним из мест расселения донских казаков.
В долине Хопра ещё в середине XX века были организованы заказники с богатым растительным и животным миром — Алмазовский, Хопёрский, Аркадакский. В этих заказниках взяты под охрану: лисица, речной бобр, выхухоль, кабан, заяц-русак.
В нижнем течении реки, на участке между городами Борисоглебск и Новохопёрск, находится Хопёрский заповедник.

## Экология
Начало гидрологическим исследованиям р. Хопёр было положено в 1892-95 гг. Донской описной партией инженеров Чернцова и Розенверта по поручению Министерства путей и сообщения:55. Однако, функционирование первого гидрологического поста на Хопре началось ещё раньше: 1876-78 гг.:68. В советские годы комплексное исследование Хопра было предпринято в 1930 году Государственным институтом по проектированию водоохранных сооружений (Гипровод) в рамках работы по проблеме Верхнего Дона:59. В 30-е гг. XX в. на реке функционировало 16 гидрологических станций:74. Уже тогда отмечалась низкая среднегодовая мутность реки — 70 г/м³, гидрохимия реки на тот момент была изучена слабо:192.
Более полное гидрологическое описание р. Хопёр содержится в справочнике «Ресурсы поверхностных вод СССР. Т. 7. Донской район» (1973):334—335. Основной особенностью реки в то время являлось относительное постоянство химического состава воды во времени (в разных сезонах) и вниз по течению реки. В течение всего года вода р. Хопёр имела хорошо и слабо выраженный гидрокарбонатный характер с преобладанием ионов Са в составе катионов. Вода отличалась незначительной цветностью. В целом, по минерализации и химическому составу вода в Хопре повсеместно обладала хорошими питьевыми качествами и была пригодна для централизованного водоснабжения после предварительной очистки:334, 335.
В Воронежской области большой вклад в гидрологическое изучение в том числе и Хопра внесли учёные кафедры гидрологии суши ВГУ, относившейся вначале к физико-математическому, а затем географическому факультету (упразднена в 1987 г.). Во время полевых экспедиций изучались Хопёр и его притоки.
Согласно исследованиям начала 80-х гг. XX в. по показателям минерализации речная вода Воронежской области относилась в основном к хорошей питьевой воде (показатели минерализации 0-600 мг/л), в частности в Битюго-Хопёрском гидрологическом бассейне минерализация речной воды колебалась от 180 до 361 мг/л:140. По жесткости речная вода Воронежской области в течение года характеризовалась от мягкой — от 1,5 до 3 мг-экв/л (весной) до умеренно жесткой — от 3 до 6 мг-экв/л (в межень). По химическому составу речная вода Воронежской области оценивалась как хорошая питьевая вода:141. Вместе с тем, отмечалось загрязнение вод Хопра и Вороны в районе Борисоглебска:142. В области для улучшения санитарного состояния рек вводились в эксплуатацию очистные сооружения. В соответствии с решением Воронежского облисполкома от 18.04.1985 № 233 «О мерах по охране малых рек от загрязнения и истощения на 1986—1990 гг» предусматривалось ввести в эксплуатацию 88 природоохранных объектов на 60 предприятиях и 29 животноводческих комплексах области. Материалы проверок, однако, показывали, что несмотря на природоохранные мероприятия, экологическая обстановка на большинстве рек оценивалась как напряжённая вследствие несоблюдения природоохранных норм и проблем с очистными сооружениями. В качестве примера существенного загрязнения можно привести залповый сброс неочищенных стоков. Напр., в ночь на 22.02.1988 г. в г. Уварове (на р. Ворона) произошёл огромный сброс неочищенных стоков из пруда двух заводов — химического и сахарного. Погибла рыба в Вороне и Хопре. Огромный ущерб был причинён Хопёрскому заповеднику, возбуждалось уголовное дело:44. Сбросы были не единичны, и на Хопре и на его притоках, реку загрязняли животноводческие комплексы и предприятия. Однако, в конце 80-х — нач. 90-х. отмечалось снижение сброса загрязняющих веществ в реки области, что было связано с падением производства, но пробы воды в створах показывали, что вода продолжала подвергаться сильному загрязнению:103.
С начала 80-х к проблеме загрязнения рек было привлечено внимание общественности Воронежской, Липецкой и Тамбовской областей в рамках акции (а затем — движения) «Малым рекам — большую жизнь», инициированной журналистами газеты «Советская Россия», региональными и районными газетами. Большое внимание уделялось в том числе и Хопру. Редакцией «Советской России» была проведена экспедиция по реке, а её результаты отражены в очерках. Школьные и общественные природоохранные объединения активно участвовали в движении «Малым рекам — большую жизнь», а также параллельно проходившей акции «Живи, родник!», в большей степени направленной на очистку и благоустройство родников.
Важным научным событием для изучения Хопра стала проведенная в июле 1990 г. под руководством д. т. н. А. П. Федотова учёными-энтузиастами научная экспедиция «Нижний Хопёр — 90»; на основе данных, полученных в её ходе, была построена модель экологического равновесия Хопра. Учёными отмечалась крайняя необходимость создания очистных сооружений с замкнутыми системами водооборота на всех предприятиях, расположенных в Прихопёрье. В противном случае мог быть нанесён непоправимый ущерб как реке, так и заповеднику. Результаты отчёта экспедиции опубликованы не были в связи с «перестройкой», однако, изложены в форме доклада на научно-практической конференции в Балашове в 1991 году.
В начале XXI века вода в Хопре по величине индекса загрязнённости воды (ИЗВ) относилась к 3 классу чистоты (умеренно загрязнённая). По данным гидрологов к середине 2000-х ИЗВ рек Воронежской области, в том числе Хопра, снижался. Впрочем, к концу десятилетия в докладе Минприроды РФ 2011 г. Хопёр — в районе Борисоглебска — по качеству воды относится к 3 классу разряда Б — «очень загрязнённая», в районе Новохопёрска: к 3 классу разряду А -«загрязнённая», р. Ворона отнесена ко 2 классу — «слабо загрязнённая». Управление по экологии и природопользованию Воронежской области в своем «Докладе о состоянии окружающей среды на территории Воронежской области в 2011 году» весь Хопёр относит к классу 3 А «загрязнённая», о р. Вороне в докладе имеются противоречивые сведения: в тексте она отнесена к классу 3А, а в таблице — ко 2-му классу.
В отчётной статистике 2012 г. Госдоклада Минприроды в табл. 20 — «Информация о наиболее загрязнённых водных объектах на территории Российской Федерации в 2012 г.» Хопёр и его притоки не значатся. В «Докладе о состоянии окружающей среды на территории Воронежской области в 2012 году» Департамента природных ресурсов и экологии Воронежской области Хопёр не упоминается, сообщается об ухудшении качества воды в р. Вороне со 2 класса на 3 — «загрязнённая». В докладах за 2013 г. — Минприроды и Департамента природных ресурсов и экологии Воронежской области — Хопёр в числе наиболее загрязнённых рек не упомянут. В областном докладе по-прежнему отмечена р. Ворона с 3 классом качества воды.
Но вне отчётов не всё было радужно: в Саратовской области отмечалось загрязнение Хопра в районе г. Аркадака и Балашова. В Волгоградской области фиксировалось обмеление и загрязнение Хопра. Судьбой реки озаботились не только природоохранные организации, но и общественность. В декабре 2010 года Урюпинский городской совет ветеранов обратился к председателю Правительства РФ Владимиру Путину, главам Пензенской, Саратовской, Воронежской и Волгоградской администраций, главам муниципалитетов городов Ртищево, Балашов, Борисоглебск, Урюпинск с обращением «О сохранении и охране реки Хопёр для обеспечения благоприятной среды обитания проживающего в районе реки населения». Отмечалось, что выделенных средств из федерального и волгоградского бюджетов на очистные мероприятия и ремонт очистных сооружений было недостаточно, однако работа велась.
Несмотря на далёкую от идеала статистику, описывающую качество воды в Хопре, в научной литературе и особенно в сообщениях СМИ Хопёр назван «самой чистой рекой Европы», «самой чистой рекой на юго-востоке России», «одной из чистейших рек степной зоны Европейской России», «одной из самых красивых рек юго-восточной России», «уникальной и чистейшей рекой Европы». Данные оценки небезосновательны. Хопёр — единственная не зарегулированная река лесостепи Русской равнины. Гидрологические процессы протекают естественным образом, становясь основой естественности динамических изменений абиотической составляющей ландшафта, а также его растительного и животного мира.
Природа Прихопёрья имеет всемирную важность. В Прихопёрье расположены 4 ключевых орнитологических территорий (КОТР) международного значения: в Тамбовской области: государственный природный заповедник «Воронинский», Вороно-Хопёрский КОТР; в Воронежской области: пойма Хопра у оз. Ильмень, Хопёрский государственный природный заповедник.
Хопёр и его притоки определяют гидрологический режим трёх водно-болотных угодий, внесенных в Перспективный список Рамсарской конвенции («Теневой список» водно-болотных угодий, имеющих международное значение): болото Дерюжкино в Воронежской области, болото Большое Клюквенное и Кошеляевское в Тамбовской области.
В пойме Хопра и Вороны располагается всемирно известный памятник природы Теллермановская роща, относящаяся к Теллермановскому опытному лесничеству Института лесоведения РАН, все леса которого имеют категорию «Особо ценные лесные массивы», а 250 га из них выделены как «Памятник природы».
В воронежском Прихопёрье к охраняемым территориям регионального значения относятся памятники природы: оз. Ильмень (самое крупное озеро области), болото Мокрое (Поворинский р-н); Хопёрский государственный природный заказник, урочище Ольхи, парк-усадьба село Калиново, Краснянская степь, болото безымянное (Новохопёрский р-н); памятники природы: участок р. Савалы (Савальское лесничество), Верхний Карачан, Золотой фонд, аллея «Таежницы», Питомцы столетий, урочище Демидов Лог (Грибановский р-н).
Научные экспедиции разного статуса, проводившиеся с целью изучения Хопра в последние годы, свидетельствуют не только о необходимости комплексного подхода и реализации новых экологических проектов в Прихопёрье, но и об уникальности и своеобразии экосистемы Хопра, об уникальных ландшафтах, видовом многообразии, об изменении содержания веществ в речной воде при движении от верховьев (более чистая вода) к устью (менее чистая), об изменениях биоразнообразия по Хопру с перемещением из зоны лесостепи в зону степи, о богатстве прилегающих к Хопру территорий историко-архитектурными и археологическими памятниками, большинство которых не изучены специалистами и др.
Таким образом, естественность гидрологического режима Хопра, богатство и разнообразие водного фонда, динамичность его гидрологических условий, закономерно является основой богатства биоразнообразия его экосистем, которые нуждаются в дальнейших исследованиях и охране.

## Притоки
- Едовля (правый);
- Арчада (правый);
- Савала (правый);
- Карачан (правый);
- Карай (правый);
- Ольшанка (левый) — устье близ села Нижнее Голицыно (Ртищевский район);
- Изнаир (левый) — устье близ села Изнаир (Ртищевский район);
- Камзолка (левый);
- Колышлей (левый);
- Миткирей (правый);
- Сердоба (левый);
- Тамала (правый);
- Пяша (правый) — длина 30 км. Устье у села Пяша.
- Ольшанка — левый.
- Ворона — правый, близ Борисоглебска.
- Косарка (левый);
- Добрая — правый, близ хутора Студёновского Урюпинского района Волгоградской области.
- Добринка — правый, близ станицы Добринка Урюпинского района Волгоградской области.
- Ольшанка — левый, близ Урюпинска.
- Ржава — правый, близ хутора Ржавского, Урюпинский район Волгоградской области.
- Кумылга (левый), исток — городской округ город Михайловка, устье — недалеко от станицы Кумылженская (Кумылженский район);
- Бузулук (левый), исток — район Медведицкие яры Приволжской возвышенности (Даниловский район), устье — у станицы Усть-Бузулукская (Алексеевский район)[54];
- Тишанка (правый), близ станицы Тишанская (Нехаевский район)[55].
- Акуловка (правый) — устье близ хутора Бубновского (ранее хутор Акуловский) Урюпинского района Волгоградской области.
- Журавка (левый) — Аркадакский район Саратовской области, устье близ села Большая Журавка.
- Бурчак (левый) — Борисоглебский район Воронежской обл, устье чуть выше слияния с Вороной.
- Большой Аркадак — левый приток Хопра. Берёт начало на западе Екатериновского района близ села Мирный. Впадает в Хопёр у города Аркадак. В нижнем течении на левом берегу реки расположен город Аркадак. Впадает в 681 км от устья Хопра. Длина реки составляет 115 км.

## Мосты

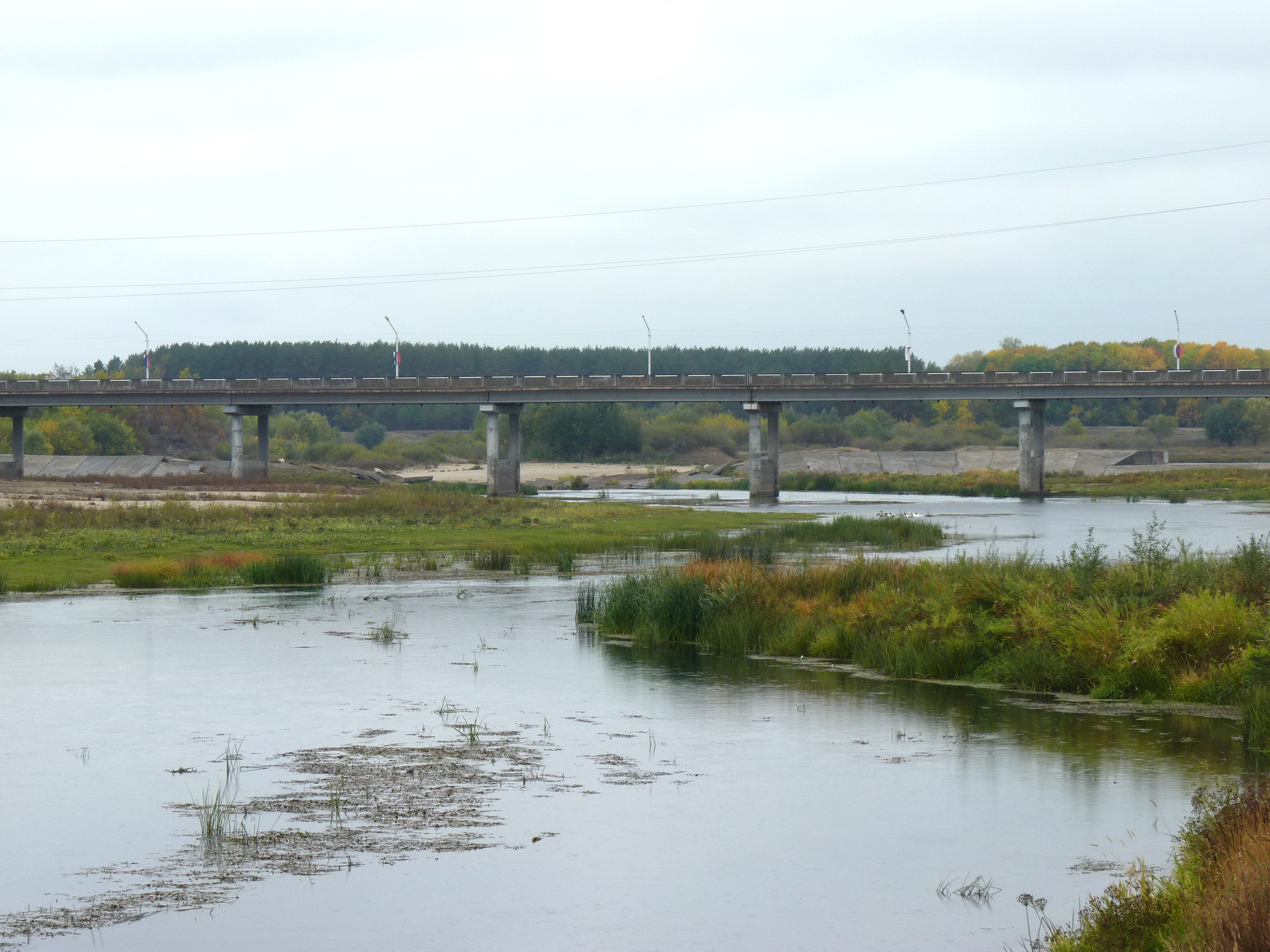
Мост через реку Хопёр в посёлке Беково Пензенской области. 2010 год

- Автомобильный мост через Хопёр в селе Черкасск Колышлейского района Пензенской области на автомобильной дороге Колышлей-Колтовское-Липяги
- Автомобильный мост через Хопёр в селе Секретарка Сердобского района Пензенской области на автодороге «Сердобск-Кирово-Каменка»
- Автомобильный мост через Хопёр в посёлке Беково Пензенской области на город Сердобск Пензенской области.
- Автомобильный мост в г. Балашове на выезде в сторону пос. Романовка.
- Автомобильный и пешеходный мосты в Балашове.
- Деревянный мост (Мишкин мост) через Хопёр между селом Тростянка и рабочим посёлком Пинеровка.
- Железнодорожный мост через р. Хопёр на 59 км линии «Балашов—Ртищево» Юго-Восточной железной дороги.
- Автомобильный мост в районе села Губари Борисоглебского городского округа Воронежской области.
- Автомобильный мост у села Третьяки Борисоглебского городского округа.
- Два моста через рукава реки Хопёр у села Пески Поворинского района Воронежской области.
- Деревянный мост у села Петровское Борисоглебского городского округа Воронежской области.
- Железнодорожный мост у г. Поворино.
- Деревянный автомобильный мост через Хопёр у села Рождественское Поворинского района Воронежской области.
- Автомобильный мост автодороги Р-22 «Каспий» через Хопёр между слиянием с рекой Ворона и Черкасским затоном близ Борисоглебска — излюбленное место борисоглебских молодоженов. По традиции — для гарантии семейного счастья муж на руках должен перенести молодую жену по мосту через Хопёр.
- Автомобильный мост у города Новохопёрск Воронежской области.
- Железнодорожный мост ниже Новохопёрска линии «Лиски—Поворино».
- Понтонный мост через Хопёр в Урюпинском районе Волгоградской области между станицей Михайловская и хутором Лысогорским.
- Автомобильный мост в г. Урюпинске.
- Новый автомобильный мост в г. Аркадаке на выезде в сторону пос. Турки[56].
- Чугунный автомобильный мост в г. Аркадаке 1902 года постройки (не действует).
- Железнодорожный мост через р. Хопёр около ж/д станции «Пансионат» ЮВЖД.

- Автомобильный мост через Хопёр в районе станицы Слащевской Кумылженского района Волгоградской области. Рядом с мостом расположен памятник Донскому Казачеству.
- Автомобильный мост через Хопёр в Алексеевском районе Волгоградской области, между станицами Алексеевская и Усть-Бузулукская.
- Старый мост в селе Перевесенка Турковского района на выезде в направлении Ртищевского района
- Понтонный мост в хуторе Захопёрский Нехаевского района
- Автомобильный мост через Хопёр в посёлке Сахзавод Бековского района Пензенской области на выезде в направлении Ртищевского района Саратовской области.

## В литературе
Повесть М. Н. Загоскина «Вечер на Хопре» (1834 г., журнал «Библиотека для чтения»)